# Eunidia rufula
Eunidia rufula är en skalbaggsart som först beskrevs av Leon Fairmaire 1905.  Eunidia rufula ingår i släktet Eunidia och familjen långhorningar.
Artens utbredningsområde är Madagaskar. Inga underarter finns listade i Catalogue of Life.